# 名探偵コナン 緋色の弾丸
『名探偵コナン 緋色の弾丸』（めいたんていコナン ひいろのだんがん）は、2021年4月16日公開のアニメ映画で、劇場版『名探偵コナン』シリーズの24作目にあたる。
キャッチコピーは「一家（ファミリー）、集結──」「引き裂かれた運命――― いま〈世界〉が動き出す」「この真相、最高機密（トップシークレット）」。

## 概要
2019年12月4日に『週刊少年サンデー』2020年1号の誌上で2020年4月17日公開であることが発表され、公開されたビジュアルには江戸川コナン、赤井秀一、羽田秀吉、世良真純、メアリーらが“赤”に染まった姿のほか、秀吉の恋人である警視庁交通部の宮本由美も描かれた。
第20作『純黒の悪夢』で劇場版に本格的初登場となったFBI所属の赤井が、本作で5年ぶりにメインキャラクターとして登場しており、赤井役の池田秀一はティザービジュアル時点からコナン役の高山みなみ・毛利蘭役の山崎和佳奈・毛利小五郎役の小山力也に並ぶメインキャストとして扱われている。真純は初登場の第18作『異次元の狙撃手』以来7年ぶりの登場で、前回同様に本作でもストーリーの中心人物の1人として活躍する。
秀吉とメアリーは劇場版初登場で、由美も第10作『探偵たちの鎮魂歌』で登場済みであるが、この時は台詞なしだったため、本格的には秀吉やメアリー同様に本作が初登場となる。この3人も赤井や真純と共に、本作でストーリーの中心人物として活躍する。また、鈴木園子の母である鈴木朋子と『コナン』本編中の特撮番組ヒーローである仮面ヤイバーも劇場版初登場となる。
真純と同じく『異次元の狙撃手』が初登場の赤井の変装した姿である沖矢昴も、同様に本作で7年ぶりに登場するが、『異次元の狙撃手』の公開時点では沖矢が赤井と同一人物であることは完全には判明しておらず、同作のラストシーンにて台詞で明かされたのみだったため、沖矢が赤井の変装した姿であることが判明して以降の登場は本作が初となる。また、赤井の同僚であるFBI捜査官のジョディ・スターリング、ジェイムズ・ブラック、アンドレ・キャメルは、赤井と同様『純黒の悪夢』以来5年ぶりに登場する。さらに、由美の親友でもある警視庁捜査一課の佐藤刑事と、その恋人の高木刑事および目暮警部は第22作『ゼロの執行人』以来3年ぶりの登場（白鳥警部と千葉刑事も同様だが本作では台詞無し）。園子の父で鈴木財閥会長の鈴木史郎も、第3作『世紀末の魔術師』以来22年ぶり2度目の登場となる。
2022年7月20日に松岡文雄が、同年11月14日に梁田清之が死去したため、松岡の演じる史郎、梁田の演じるキャメルが登場する最後の劇場版となった。2024年8月20日に田中敦子も死去したため、田中の演じるメアリーが登場する劇場版は本作が唯一となった。
脚本を担当した櫻井武晴は当初、秀一をメインに据えて脚本を書いていたが、原作の青山剛昌が秀吉と真純の出番を増やしたため、櫻井から「赤井秀一ではなく、赤井一家の話」だと指摘され、赤井一家が全員メインとなる作品になった。
本作の主な舞台は愛知県名古屋市で、真空超電導リニアの駅として新名古屋駅と新岐阜駅（新名古屋駅の隣の駅という設定）が登場するが、2005年まで同駅名を称していた名鉄名古屋駅と名鉄岐阜駅とは無関係である。なお、名鉄では江南駅の名称看板を期間限定で「名探偵コナン駅」に掛け替えるほか、名鉄百貨店本店の「ナナちゃん人形」の衣装を期間限定で「赤井秀一」に替えるなどのコラボ企画が実施された。また、真空超伝導リニアの終点駅である「芝浜」駅は、高輪ゲートウェイ駅の駅名公募の3位であった。
本作は新型コロナウイルス感染拡大の影響を受け、後述の通り、従来のプロモーションの予定からの大きな変更を余儀なくされ、公開日も当初予定していた2020年4月17日から1年間の延期が決まった後、2021年4月16日になると発表された。
阿笠博士が出題するダジャレクイズでは、逆転裁判シリーズの主人公・成歩堂 龍一をモチーフとした博士の立ち絵が選択肢として出題されている。
本作の公開翌日に放送されたテレビアニメ第1002話「米花商店街ダストミステリー」は本作のプレストーリーとなっており、世良真純と2年B組の担任がアニメオリジナルエピソードに初登場した。なお、このエピソードは元々第975話として放送される予定だったが、コロナウイルスの影響によりこちらも1年放送延期となった。
小説版は小学館ジュニア文庫から2021年4月16日に発売され、赤井一家の特集と本作のストーリーガイドや青山と永岡智佳および櫻井へのインタビューが掲載された「名探偵コナン 赤井秀一シークレットアーカイブスPLUS 世良真純/羽田秀吉/メアリー」は2021年5月18日に発売された。
テレビアニメ・劇場版でシリーズ開始当初から企画・プロデューサーを手掛けた諏訪道彦は、本作以降は読売テレビ側の製作委員会メンバーとして参加となった事に伴い、テレビシリーズ同様に「企画プロデュース」の役職は廃止されている。また、同じく音楽を一貫して担当した大野克夫が劇場版シリーズの劇伴を手掛けるのは本作が最後となり、次作『ハロウィンの花嫁』からは菅野祐悟に交代、大野はメインテーマの編曲の監修などを担当する事になる。
エピローグ後の次回作予告では、桜吹雪の中で警視庁の建物が浮かび上がり、「おまえら！ 出番だぞ！」という松田陣平の声の後に複数の男たちの「おう！」という声が流れた後、次回作の製作および2022年GW中の公開が決定したことが発表され、のちに次回作は、安室透をはじめとする警察学校組と高木渉、佐藤美和子がメインとなる『ハロウィンの花嫁』であることが明らかになった。

## ストーリー
江戸川コナン、毛利小五郎、毛利蘭、少年探偵団、灰原哀は、4年に1度開かれるスポーツの祭典「ワールド・スポーツ・ゲームス (WSG)」の東京開催を祝して催されたスポンサーたちのパーティーへ、スポンサーを務める鈴木家のコネで参加する。パーティーを楽しむ一同だったが会場が突然停電し、非常灯が点いた時には鈴木園子の父・史郎の姿が消えていた。少年探偵団は無事に会長を発見するが、鈴木会長には拉致される前後の記憶がなかった。
捜査を進めるコナンは、同じくWSGスポンサーである三塚製菓会社の社長の身も同じことが起きていたことと、15年前のアメリカでも同様にWSGのスポンサーが拉致される事件が起きていたことを知る。FBIとして事件を追う沖矢昴こと赤井秀一から捜査協力を頼まれたコナンは、WSG東京のために東京-名古屋間に建設された「真空超電導リニア」の駅がある名古屋で次の事件が起きると推理し、3人目の標的と目される自動車メーカー社長のジョン・ボイドを護衛するためリニアの体験乗車に参加することを決める。
一方、MI6から密命を帯びた世良真純とメアリー・世良も、名古屋へ行く計画を立てていた。また、羽田秀吉は名古屋での仕事のついでに宮本由美をデートに誘い彼女を家族に紹介しようとしていた。
コナン一行は事件解決のために名古屋を訪れ、広報担当の白鳩舞子、リニアのエンジニアである井上治、リニアの客室担当である石岡エリーらの説明を受ける。そして乗車当日を迎えるが、乗車前の検査を受けるために集められた病院で、意図的に起こされたMRIのクエンチによって充満したヘリウムの蒸気で気を失ってしまう。目を覚ますと、気絶している間にジョンが誘拐されたことが判明し、コナンは沖矢や真純と協力してジョンを無事に発見。しかし、WSG協会会長で15年前のFBI長官であるアラン・マッケンジーも同時に誘拐されていたことが判明する。
この誘拐事件の影響でリニア体験乗車は中止される。しかしコナンは犯人がアランをリニアに乗せて殺害するつもりであると推測し、真純と共にリニアに飛び乗る。
コナンと真純は車内からモニター越しに推理を披露し、今回の事件の犯人は舞子だと告げる。舞子はアランをその場で射殺しようとするが、アランの誘導でバランスを崩し、その隙にコナンと真純はリニアを急減速させる。舞子は銃弾を放つもカーテンで防がれ、同時に右肩を負傷する。舞子を撃ったのはリニアの軌道上にいた赤井であり、コナンとアランは舞子を赤井が狙撃できる位置へと誘導していた。
舞子の身柄が確保された直後、コナンは共犯者の存在を指摘し、その正体が井上であることが判明する。井上は新幹線が新横浜駅に停車するや否や新幹線から飛び出し、予め用意していた逃走用の車で逃亡を試みるが、赤井から事情を聞かされた秀吉の策略でFBIに追い詰められ確保される。
しかし井上の操作によってリニアは暴走。芝浜駅の人々やリニアに乗車しているコナン達を巻き込む大惨事を免れない状況だったが、コナンはリニア後方にサプライズ演出として仕込まれていた万国旗をパラシュート代わりにすることを思いつき、さらに巨大なサッカーボールを出現させてリニアを停止させる。だがリニアは軌道を外れ、芝浜スタジアムの客席に突っ込む。あまりの惨状に蘭達は言葉を失うが、最後尾車両に逃げていたコナン達は奇跡的に生還する。
事件終息後、メアリーが沖矢の車の後部座席に現れ、FBIが介入したことでジョンに危害が加わったとして彼に銃口を突き付け、「次は無いと思え」と警告し姿を消す。メアリーの「小僧」という言葉に沖矢、もとい赤井は微笑む。

## 登場人物

### レギュラーキャラクター

#### メインキャラクター
本作の中心となる登場人物。メアリー（母）・秀一（長男）・秀吉（次男）・真純（末娘）は家族関係にあり、諸事情で名字はそれぞれ異なっているものの「赤井一家」等として総称されることもある。
江戸川 コナン（えどがわ コナン）
声 - 高山みなみ
本作の主人公。本来の姿は「東の高校生探偵」として名を馳せている「工藤新一」だが、黒ずくめの組織に飲まされた毒薬・APTX4869の副作用で小学生の姿になっている。
中盤以降は世良真純と行動を共にする。
赤井 秀一（あかい しゅういち） / 沖矢 昴（おきや すばる）
声 - 池田秀一（赤井） / 置鮎龍太郎（沖矢）
本作のキーパーソンで、アメリカの連邦捜査局 に所属する捜査官。凄腕の狙撃手であり、截拳道の達人でもある。新一に匹敵する推理力を持つ。かつて黒の組織への潜入捜査を行っていたが、スパイであることが露見したため、FBIへ戻った。
組織に対して死を偽装し、現在は新一の母・工藤 有希子と阿笠博士による協力のもと、東都大学大学院工学部博士課程の大学院生である「沖矢昴」という架空の人物に変装し、工藤邸に居候している。コナンには伝えていないが、その正体を密かに新一と知る数少ない人物の1人。
昴の姿では普段コナンを「コナン君」と呼んでいるが、本作では昴の姿でも秀一の時同様に「ボウヤ」と呼ぶ。終盤での犯人追跡では弟の秀吉の推理通りに動くよう、事情を知らない他のFBI捜査官に指示する。
世良 真純（せら ますみ）
声 - 日髙のり子
本作のキーパーソン。蘭のクラスメイトで女子高生探偵。截拳道の使い手でもあり、その実力は空手の達人である蘭と互角。赤井秀一の実妹で、彼を「秀兄」（しゅうにい）と呼んでいる。コナンは必死に誤魔化しているが、その正体を新一と確信している。
メアリーと共に密かにジョンを護衛していたが、拉致されたジョンを追って辿り着いた倉庫で沖矢に変装した赤井と対峙する。終盤では犯人からアランを守るためにコナンと共にリニアに乗り込む。
領域外の妹 / メアリー・世良（りょういきがいのいもうと / メアリー・せら）
声 - 田中敦子
本作のキーパーソン。本名はメアリー・世良で、赤井秀一、羽田秀吉、世良真純の3兄妹の母。イギリスの秘密情報部 (MI6) に所属するエージェントだが、現在は幼児化しており、真純と共にホテル生活を送っている。コナンに目撃されたため聞かれた時の対策として「領域外の妹」と答えるように真純へ指示している。冷静な分析力と、高い身体能力を持つ。コナンの正体を新一と確信しつつも警戒している。
MI6の任務でイギリスの要人であるジョンを陰ながら護衛すべく名古屋入りするが、その途中でコナンと電話のやり取りをしていた沖矢を見かける。拉致されたジョンを追って途中まで真純と行動を共にしていたが、同じくジョンを追ってきたコナンと鉢合わせしそうになったため真純と一旦別れ、イギリス側のエージェントらしき男たちの車に乗って東京に戻った。
羽田 秀吉（はねだ しゅうきち）
声 - 森川智之
本作のキーパーソン。赤井秀一の実弟にして世良真純のもう1人の実兄であり、彼女からは「吉兄」（きちにい）と呼ばれている。六冠の称号を持つプロ棋士で宮本由美の彼氏。名前が羽柴秀吉に似ていることから、「太閤名人」の愛称で親しまれている。冴えない印象を周囲に与えるが、優れた記憶力と洞察力を持つ。高校卒業後に羽田家の養子となった。
名古屋に新しく完成する将棋会館の担当責任者として名古屋を訪れ、由美を呼んで家族に紹介しようとする。諸々の事情により失敗したが、仕事中の秀一と偶然出会い犯人追跡に貢献した。
宮本 由美（みやもと ゆみ）
声 - 杉本ゆう
警視庁交通部交通執行課の婦警で警部補。大学時代に秀吉と交際しており、一時は彼に愛想を尽かしていたが、現在は交際を再開しつつある。秀吉とは「チュウ吉」「由美タン」と呼び合う。
秀吉と共に名古屋デートに繰り出すが、昼間からビールを飲んで泥酔し熟睡してしまう。しかし、スピード違反で止めた車がたまたま秀一の車だったため、秀吉が秀一に協力するきっかけを作ることになる。

#### その他のレギュラーキャラクター
毛利 蘭（もうり らん）
声 - 山崎和佳奈
本作のヒロイン。新一の幼馴染かつ彼女。関東大会で優勝するほどの空手の達人。
本作では、主に灰原と行動を共にする。
毛利 小五郎（もうり こごろう）
声 - 小山力也
蘭の父親で「眠りの小五郎」の異名で有名な私立探偵。コナンの保護者。元警視庁捜査一課強行犯係の刑事。
コナンと蘭がリニアに乗ることを聞かされ動揺し、ジョンから事件の捜査依頼を受けたことを伝える。
工藤 新一（くどう しんいち）
声 - 山口勝平
コナンの本来の姿で高校生探偵。
新一としての登場は、オープニングおよび本編内で蘭と変声機で電話するシーンと、クエンチ発生時に意識を失った灰原に声をかける際のイメージのみ。
灰原 哀（はいばら あい）
声 - 林原めぐみ
元黒の組織の一員かつAPTX4869の開発者で、コナンの正体を新一と知る数少ない人物の1人。
本作では蘭と行動を共にしながらコナンをサポートする。
鈴木 園子（すずき そのこ）
声 - 松井菜桜子
蘭の同級生で親友。鈴木財閥の令嬢で、蘭や新一とは幼馴染でもある。
本作でも鈴木財閥のコネを使い、コナンや蘭や少年探偵団たちが関連パーティーに招待されるよう手配する。パーティー中に拉致された史郎を助けてくれた探偵団にお礼としてリニアの体験乗車会のチケットを手配する。リニア乗車が危険になると仮面ヤイバーショーのチケットも手配するが、探偵団の保護者としてショーに同行させられ辟易していた。
阿笠 博士（あがさ ひろし）
声 - 緒方賢一
コナンの正体を新一と知る数少ない人物の1人で、発明家。
園子の依頼で探偵団にリニア乗車を懸けたダジャレクイズを出題する。リニア開通式当日には芝浦スタジアムに向かい、園子や探偵団と合流する。
吉田 歩美（よしだ あゆみ）、小嶋 元太（こじま げんた）、円谷 光彦（つぶらや みつひこ）
声 - 岩居由希子（歩美）、高木渉（元太）、大谷育江（光彦）
少年探偵団の3人。パーティー会場の事件で活躍し、ご褒美として本来は抽選である体験乗車会のチケットを手配してもらうが、危険と判断されたため仮面ヤイバーショーに参加させられる。
ジェイムズ・ブラック (James Black)、ジョディ・スターリング (Jodie Starling)、アンドレ・キャメル (Andre Camel)
声 - 土師孝也（ジェイムズ）、一城みゆ希（ジョディ）、梁田清之（キャメル）
3人ともFBI捜査官で、コナンの協力者。日本警察には内密で黒の組織の捜査を進めている。
本作のジェイムズは、ストーリーテラー的な役割も担う。
目暮 十三（めぐれ じゅうぞう）
声 - 茶風林
警視庁刑事部捜査一課強行犯捜査三係の警部。
佐藤 美和子（さとう みわこ）
声 - 湯屋敦子
警視庁捜査一課の刑事で警部補。同じ捜査一課の高木刑事と交際中。
高木 渉（たかぎ わたる）
声 - 高木渉
警視庁捜査一課の刑事で巡査部長。佐藤刑事と交際中。
千葉 和伸（ちば かずのぶ）
声 - なし
警視庁捜査一課の刑事で巡査部長。
白鳥 任三郎（しらとり にんざぶろう）
声 - なし
警視庁捜査一課の警部。
三池 苗子（みいけ なえこ）
声 - なし
警視庁交通部交通執行課の婦警。
鈴木 史郎（すずき しろう）
声 - 松岡文雄
園子の父親で鈴木財閥会長。
鈴木 朋子（すずき ともこ）
声 - 一柳みる
園子の母親で史郎の妻。「鈴木財閥会長の妻」としての気位が高い女性。
仮面ヤイバー（かめんヤイバー）
声 - 高木渉
人気の子供向け特撮番組のヒーロー。少年探偵団が熱烈なファンで、いつも応援している。
本作ではリニア開通日に芝浜駅でヒーローショーが行われる。

### オリジナルキャラクター
ジョン・ボイド (John Boyd)
声 - 楠大典、ライアン・ドリース（英語台詞）
自動車メーカー「日本コード」のCEO兼社長。イギリス人。51歳。かつて倒産寸前だった前身のタカラ自動車がイギリスのコード社の傘下に入った際に立て直した敏腕経営者。
15年前の事件で殺害された3人目の被害者が自動車メーカー社長だったことと、当時の被害者と同じ経歴の人物が被害に遭っていることから標的になると目されている。小五郎に調査を依頼しつつSPも付けているが怯える様子を見せる。
三塚 映子（みつづか えいこ）
「仮面ヤイバーチョコ」を製造する三塚製菓の社長で、WSGのスポンサー。48歳。史郎のゴルフ仲間。
本作の一週間前に史郎と同じ手口で拉致されるが、警察の到着後すぐにゴルフ場のトイレで発見される。事件の詳細は何も史郎に話しておらず、パーティーにも出席していない。

#### 真空超電導リニア関係者
石岡 エリー（いしおか エリー）
声 - 浜辺美波
真空超電導リニアのスタッフで客席担当。25歳。
自称「リニアのアイドル」で明るい性格の持ち主だが、サプライズ演出を事前に話してしまうなど抜けている一面もある。また、ぶりっ子でオーバーリアクションな一面も見せるため、コナンたちから苦笑されることもある。
井上 治（いのうえ おさむ）
声 - 鈴村健一
リニアの開発チーフエンジニア。優秀だが説明下手なところがある。35歳。

#### WSG協会
白鳩 舞子（しらはと まいこ）
声 - 平野綾
日本WSG協会広報。体験乗車や開会式の案内役を任されている。29歳。
アラン・マッケンジー (Alan Mackenzie)
声 - チャールズ・グラバー
国際WSG協会会長。64歳。20代の頃にWSGに射撃選手として出場した経験がある実力者。元FBI長官で、15年前の事件には長官として関わっていた。

#### 15年前の事件
石原 誠（いしはら まこと）
15年前の事件で犯人として逮捕された在米日本人の料理人。動機はWSGの商業化への抗議と目されていた。最後まで無実を訴えていたが獄中死した。
11年前には別の人物による模倣事件が起きており、今回の事件も模倣犯と考えられている。
モルガン・トレイシー
声 - ジェフリー・ロウ
15年前の事件にてデトロイトの駅で石原誠に射殺された被害者。事件当時は46歳。デトロイトの自動車メーカー「T.M.社」の社長。

## スタッフ
- 原作 - 青山剛昌
- 監督・絵コンテ・演出 - 永岡智佳
- 脚本 - 櫻井武晴
- 製作 - 久保雅一、隅田壮一、沢桂一、中島一弘、大田圭二、竹崎忠
- 絵コンテ - 寺岡巌、金井次朗、高橋謙仁、神奈摘陽親
- 演出 - 高橋謙仁、江副仁美、神奈摘陽親
- キャラクターデザイン・総作画監督 - 須藤昌朋
- 作画監督 - 清水義治、野武洋行、岩井伸之、高橋成之、かわむらあきお、八崎健二
- 作画監督補佐 - 吉見京子、井本愛夕、佐々木恵子、小野可奈子、本吉晃子、岡田洋奈、大島美和、岩佐裕子
- レイアウトチェッカー - 中島里恵
- エフェクト作画監督 - 橋本敬史
- 特殊効果 - 林好美
- 美術監修 - 石垣努
- 美術監督 - 福島孝喜、佐藤勝
- 美術設定 - 寺岡巌
- 色彩設計・色指定・仕上検査 - 中尾総子
- イメージボード - loundraw
- 撮影監督・メインタイトルCGアニメーション - 西山仁
- 音響制作 - AUDIO PLANNING U
- 音響監督 - 浦上靖之、浦上慶子
- ミキサー - 田中章喜、小沼則義
- 音響効果 - 森川永子
- 音楽 - 大野克夫
- 音楽プロデューサー - 近藤貴郎、片山喜公
- 音楽協力 - 読売テレビエンタープライズ、福島毅、大島弘子、佐藤祐大
- 編集 - 岡田輝満
- ストーリーエディター - 飯岡順一
- 宣伝プロデューサー - 林原祥一
- アニメーションプロデューサー - 寺島清晃
- プロデューサー - 近藤秀峰、米倉功人、石山桂一
- アニメーション制作 - TMS / V1 Studio
- 制作協力 - CloverWorks
- 製作 - 「名探偵コナン」製作委員会（小学館、ytv、日テレ、ShoPro、東宝、トムス・エンタテインメント）
- 配給 - 東宝

## 音楽

### 主題歌
「永遠の不在証明」
作詞・作曲 - 椎名林檎 / 歌 - 東京事変

### サウンドトラック

#### 収録曲
| 全作曲: 大野克夫、ロッシーニ。 |                                                        |      |                       |
| #                              | タイトル                                               | 作詞 | 作曲・編曲            |
| 1.                             | 「ウィリアム・テル序曲」                               |      | 大野克夫 、ロッシーニ |
| 2.                             | 「WSG東京」                                            |      | 大野克夫 、ロッシーニ |
| 3.                             | 「園子にお願い！」                                     |      | 大野克夫 、ロッシーニ |
| 4.                             | 「ブラックアウト」                                     |      | 大野克夫 、ロッシーニ |
| 5.                             | 「行方不明？」                                         |      | 大野克夫 、ロッシーニ |
| 6.                             | 「少年探偵団ポーズ」                                   |      | 大野克夫 、ロッシーニ |
| 7.                             | 「行方不明の謎」                                       |      | 大野克夫 、ロッシーニ |
| 8.                             | 「元太の活躍」                                         |      | 大野克夫 、ロッシーニ |
| 9.                             | 「思い出した話」                                       |      | 大野克夫 、ロッシーニ |
| 10.                            | 「名探偵コナンメインテーマ（緋色の弾丸ヴァージョン）」 |      | 大野克夫 、ロッシーニ |
| 11.                            | 「プラチナチケット」                                   |      | 大野克夫 、ロッシーニ |
| 12.                            | 「博士の謎解き」                                       |      | 大野克夫 、ロッシーニ |
| 13.                            | 「FBIの事件簿」                                        |      | 大野克夫 、ロッシーニ |
| 14.                            | 「事件のその後」                                       |      | 大野克夫 、ロッシーニ |
| 15.                            | 「由美と秀吉」                                         |      | 大野克夫 、ロッシーニ |
| 16.                            | 「依頼人の秘密」                                       |      | 大野克夫 、ロッシーニ |
| 17.                            | 「自己紹介」                                           |      | 大野克夫 、ロッシーニ |
| 18.                            | 「スケジュール発表」                                   |      | 大野克夫 、ロッシーニ |
| 19.                            | 「新一と蘭の天の川」                                   |      | 大野克夫 、ロッシーニ |
| 20.                            | 「空港到着」                                           |      | 大野克夫 、ロッシーニ |
| 21.                            | 「仮面ヤイバーのテーマ」                               |      | 大野克夫 、ロッシーニ |
| 22.                            | 「回顧録」                                             |      | 大野克夫 、ロッシーニ |
| 23.                            | 「FBIの情報」                                          |      | 大野克夫 、ロッシーニ |
| 24.                            | 「待ちぶせ」                                           |      | 大野克夫 、ロッシーニ |
| 25.                            | 「爆煙」                                               |      | 大野克夫 、ロッシーニ |
| 26.                            | 「モーター・チェイス」                                 |      | 大野克夫 、ロッシーニ |
| 27.                            | 「モーター・チェイスII」                               |      | 大野克夫 、ロッシーニ |
| 28.                            | 「灰原の説明」                                         |      | 大野克夫 、ロッシーニ |
| 29.                            | 「対決の時」                                           |      | 大野克夫 、ロッシーニ |
| 30.                            | 「対決の時II」                                         |      | 大野克夫 、ロッシーニ |
| 31.                            | 「目撃情報」                                           |      | 大野克夫 、ロッシーニ |
| 32.                            | 「記憶の中の事件」                                     |      | 大野克夫 、ロッシーニ |
| 33.                            | 「コナンと世良」                                       |      | 大野克夫 、ロッシーニ |
| 34.                            | 「リニアの仕組み」                                     |      | 大野克夫 、ロッシーニ |
| 35.                            | 「コナンの捜査」                                       |      | 大野克夫 、ロッシーニ |
| 36.                            | 「発見」                                               |      | 大野克夫 、ロッシーニ |
| 37.                            | 「犯人を追い詰めろ」                                   |      | 大野克夫 、ロッシーニ |
| 38.                            | 「動機の告白」                                         |      | 大野克夫 、ロッシーニ |
| 39.                            | 「復讐のトリガー」                                     |      | 大野克夫 、ロッシーニ |
| 40.                            | 「弾丸リニア」                                         |      | 大野克夫 、ロッシーニ |
| 41.                            | 「事件は終わらない」                                   |      | 大野克夫 、ロッシーニ |
| 42.                            | 「コナンと灰原の推理」                                 |      | 大野克夫 、ロッシーニ |
| 43.                            | 「犯人の恨み」                                         |      | 大野克夫 、ロッシーニ |
| 44.                            | 「小五郎の追跡」                                       |      | 大野克夫 、ロッシーニ |
| 45.                            | 「真空超電導リニア」                                   |      | 大野克夫 、ロッシーニ |
| 46.                            | 「誘導作戦」                                           |      | 大野克夫 、ロッシーニ |
| 47.                            | 「暴走」                                               |      | 大野克夫 、ロッシーニ |
| 48.                            | 「秀吉の一手」                                         |      | 大野克夫 、ロッシーニ |
| 49.                            | 「攻防のステアリング」                                 |      | 大野克夫 、ロッシーニ |
| 50.                            | 「決戦のステアリング」                                 |      | 大野克夫 、ロッシーニ |
| 51.                            | 「運命のキック」                                       |      | 大野克夫 、ロッシーニ |
| 52.                            | 「真実の重み」                                         |      | 大野克夫 、ロッシーニ |
| 53.                            | 「No Need to Kill」                                    |      | 大野克夫 、ロッシーニ |
| 54.                            | 「警告の銃口」                                         |      | 大野克夫 、ロッシーニ |
| 55.                            | 「Fine（フィーネ）」                                   |      | 大野克夫 、ロッシーニ |

## プロモーション
2019年11月27日から12月3日まで公式Twitterにて情報公開のカウントダウンが行われ、「6・1・13・9・12・25」というアルファベットに置き換えると「FAMILY」となる数字と「引き裂かれた“××”が、いま――」という文言が順次公開された。
2019年12月5日にはYouTubeで特報映像が公開されると共に秀一、秀吉、真純、メアリーが一堂に会する家族写真が公開された。
2019年12月6日には、USJで2020年1月21日から6月28日まで開催される「ユニバーサル・クールジャパン2020」内の「名探偵コナン・ワールド」にて、リアル脱出ゲーム「名探偵コナン・ザ・エスケープ〜緋色の弾道〜」とストーリー・コースター「名探偵コナン×ハリウッド・ドリーム・ザ・ライド」に赤井が初参戦することが発表された。
2019年12月11日には、テレビアニメ『名探偵コナン』の赤井秀一と沖矢昴の登場回をセレクトした特別上映会「緋色の記憶〜スカーレット・メモリー〜」が2020年2月に開催されることが発表された。
2020年1月10日午前7時から1月20日午前10時まで、本作の公開を記念して日本テレビの『金曜ロードSHOW!』公式サイトで過去3年以内に放送済みの作品を除外した全15作からの人気投票企画が開始され、集計の結果第4作『瞳の中の暗殺者』が1位に選ばれ、同年2月7日に『金曜ロードSHOW!』で放送された。
2020年1月15日には、赤井一家が結集する中、コナンや蘭、灰原や少年探偵団に加え、FBIの面々や秀吉の恋人である宮本由美の姿が描かれたメインビジュアルが公開された。
2020年1月24日発売の『週刊少年サンデーS』3月号では、本作の公開に合わせて「特製 銀の弾丸 USBメモリ」が当たるキャンペーンが行われた。
2020年3月6日から5月17日まで、サンシャインシティとのコラボイベント「名探偵コナン 光と影の天空都市（サンシャインシティ）」がサンシャイン60で開催される予定で、秀一と真純が登場する謎解きラリーなどが実施される。
2020年2月12日には、ゲスト声優として女優の浜辺美波が出演することが発表された。
2020年2月26日には、本作の公開を記念して劇場版第13作『漆黒の追跡者』、第18作『異次元の狙撃手』、第21作『から紅の恋歌』、第22作『ゼロの執行人』の4作品が同年3月20日からHuluで先行独占配信されることと3月6日から赤井一家にまつわるエピソード特集も実施される予定であることが発表された。
2020年2月28日には、主題歌が東京事変の新曲「永遠の不在証明」に決定したことが発表され、同曲を使用した予告編も解禁された。また、閏日である翌2月29日には「【名探偵コナン 緋色の弾丸×東京事変】閏日映像」が公開された。
2020年3月9日には、ゲスト声優の浜辺が東京都内のアバコクリエイティブスタジオで行われた公開アフレコイベントに登場し、工藤新一役の声優山口勝平もサプライズで登場した。
2020年3月11日には、新一とコナンが自ら「コナンの秘密」を紹介する劇場版シリーズ恒例のオープニングのスタイルで、赤井が自らの経歴と秘密を語る本作の特別映像が、3月13日放送の『金曜ロードSHOW!』内で放送されることが発表され、『トイ・ストーリー2』の本編終了後に放送された。
新型コロナウイルスの感染拡大による新型コロナウイルス感染症対策本部の方針やその感染状況を鑑みて、2020年3月6日から予定されていた劇場前売り券の発売が延期され、例年開催されていた完成披露試写会は中止が決定された。前者に関してはタブロイド型新聞「CONAN SCARLET TIMES」の公式サイトでの全面公開、後者については4月6日にキャストが出演する特別番組の配信といった措置が取られる。
2020年3月23日に発売された『CanCam』5月号では秀一の特集が組まれ、コナンと秀一のイラストを使った加湿ペーパー5枚セットが付録としてつけられた。また、4月23日発売の『CanCam』6月号には赤井の名言や名シーンが掲載された「まいにち秀一カレンダー」が付録としてついており、誌面ではゲスト声優の浜辺と工藤新一役の声優・山口勝平の対談も収録されている。
読売テレビでは、テレビシリーズで秀一・真純・秀吉の関わるエピソード（「漆黒の特急」「現場の隣人は元カレ」）の再放送が2020年3月31日から同年4月2日まで行われ、その枠内には本作の予告編がノーカットでも流された。また、2020年4月4日と翌週11日のレギュラー放送では赤井ファミリーが出演した「さざ波の魔法使い」が再放送され、4月18日と翌週25日には誘拐された由美を助けるために秀吉が奔走し、真純とメアリー、秀一の変装した姿である沖矢昴も登場する「太閤恋する名人戦」が再放送された。さらに、読売テレビでは深夜番組『キューン!!』でも応援企画を立ち上げており、浜辺へのインタビューやコナンの着ぐるみの出演、浜辺の直筆サイン入りポスターのプレゼントやプロデューサーへのインタビューなどを行なっている。
前述のように新型コロナウイルス感染拡大による影響を受けた結果、2020年4月3日には公開延期が発表され、青山剛昌による直筆メッセージが公開された。また、前述の特別番組の配信も見合わせることになったと発表された。
2020年4月3日に発売された『Sho-Comi』9号には、コナンと赤井の姿が描かれ、赤を基調にデザインされた「緋色のクリアファイル」と同じB5サイズの「安室透ビジュアルボード」の付録がついている。また、同年5月20日発売の『Sho-Comi』12号には、「いるかもしれないんだそこに……この世で一番死なせたくない大切なヤツが……」という文字がデザインされたコナンのビジュアルボードと、「そんな顔するな…命に代えても守ってやる」という文字がデザインされた赤井のビジュアルボードが付録としてついている。
2020年4月16日には、公開を待つファンのために各配信サイトにて4月17日から5月6日にかけて劇場版第1作から第10作までが期間限定で無料配信されることが発表されたほか、日本テレビのクイズバラエティ番組『THE突破ファイル』にコナンの着ぐるみ（高山みなみによる同時音声入り）がゲスト出題者、浜辺がゲスト回答者としてそれぞれ出演し、本作の宣伝も行なった。
2020年4月17日には、前日と同じく公開を待つファンのために漫画アプリ『サンデーうぇぶり』にて、原作者・青山剛昌が制作秘話を直筆で明かす「青いペン軸」をはじめ、原作の単行本1巻から59巻1話目までやスピンオフ作品を5週連続で無料解放する企画がスタートした。
2020年5月7日に発売された雑誌『ダ・ヴィンチ』2020年6月号では、飯島寛騎、高月彩良、瀬戸利樹の3人が赤井兄妹の魅力をグラビアで表現しているほか、赤井兄妹の声を務める池田秀一、日髙のり子、森川智之、そして原作者・青山剛昌へのインタビューが掲載されている。
2020年6月8日には公開が2021年4月まで1年延期されることが発表され、2020年12月2日には公開日が2021年4月16日に決定したことが発表された。また、同日には過去作23タイトルを12発の弾丸に例えた12発のプロモーション企画「再装填（リロード）プロジェクト」が始動した。
2021年2月10日には、日本での公開日に22の国と地域での劇場版シリーズ初の世界同時公開が決定したことが発表され、 日本語・英語・韓国語・ドイツ語・中国語の5か国語ボイスを織り交ぜた特別バージョンのオープニング映像が公開された。
2021年2月24日には、コナンと赤井一家が集結した新ビジュアルが公開された。
2021年3月15日には、本作の舞台となる名古屋を盛り上げる企画「名古屋 緋色化プロジェクト」の第1弾として、コナンと赤井が名古屋弁で話す特報が公開された。
2021年3月24日には、劇場版シリーズ初のIMAX、4DX、MX4D、DOLBY CINEMAでの同時上映が発表され、これらの上映限定で青山剛昌描き下ろしの「緋色の“再装填”（リロード）カード」が先着20万人に入場者プレゼントとして配布されることが決定したほか、本作の上映館数が劇場版シリーズ歴代最大規模の合計498館となることが発表された。
2021年4月28日発売の『an・an』では本作の特集が組まれ、赤井秀一役の池田秀一、沖矢昴役の置鮎龍太郎、羽田秀吉役の森川智之、世良真純役の日髙のり子、メアリー役の田中敦子や、プロデューサーの石山桂一へのインタビュー、作品の見どころ解説などが掲載されたほか、赤井秀一と次回作のキーパーソン・安室透が裏表紙を飾った。
2021年6月15日には、本作と『機動戦士ガンダム 閃光のハサウェイ』とのコラボ企画が発表され、『ガンダム』シリーズではアムロ・レイ役を、『名探偵コナン』シリーズでは安室透を演じている古谷徹と、『ガンダム』シリーズではシャア・アズナブル役を、『名探偵コナン』シリーズでは赤井秀一を演じている池田秀一がナレーションを務めるPVと、江戸川コナン、世良真純、赤井秀一、ハサウェイ・ノア、シャア・アズナブル、アムロ・レイが描かれたコラボビジュアルが公開された。

## 興行成績
2021年4月17日にはTOHOシネマズ六本木ヒルズにて開催された公開記念舞台挨拶に高山みなみ、山崎和佳奈、小山力也、池田秀一、浜辺美波が登壇し、公開初日の1日で前作『名探偵コナン 紺青の拳』対比で144％の好スタートを切ったことが発表された。
その後、2021年4月17日と翌18日の2日間で観客動員数112万2,000人、興行収入16億900万円に達して興行通信社の調査による映画観客動員ランキングで初登場第1位となったほか、公開初日の4月16日から3日間の累計で観客動員数153万3,000人、興行収入22億1,800万円となった。
新型コロナウイルスの感染拡大を受け、4月25日から東京都・大阪府・京都府・兵庫県に3度目となる緊急事態宣言が発令され、100サイト近くの劇場が休館を決定する中、公開2週目の週末となる2021年4月24日と翌25日の2日間で観客動員数54万9,000人、興行収入7億7,400万円に達して興行通信社の調査による映画観客動員ランキングで第1位となり、公開初日からの累計で観客動員数が274万人、興行収入が39億円を突破した。
前週と同様に緊急事態宣言が発令された影響を受ける中、公開3週目の週末となる2021年5月1日と翌2日の2日間で観客動員数35万6,000人、興行収入4億5,200万円に達して興行通信社の調査による映画観客動員ランキングで第1位となり、公開初日からの累計で観客動員数が404万人、興行収入が56億円を突破した。
なおも緊急事態宣言の影響を受ける中、公開4週目の週末となる2021年5月8日と翌9日の2日間で観客動員数12万4,000人、興行収入1億7,700万円に達して興行通信社の調査による映画観客動員ランキングで第1位となり、公開初日からの累計で観客動員数が423万人、興行収入が59億円を突破した。
愛知県と福岡県が5月12日から、北海道・岡山県・広島県が5月16日から緊急事態宣言の対象地域に追加され、5月31日まで宣言が延長される中、公開5週目の週末となる2021年5月15日と翌16日の2日間で観客動員数9万3,000人、興行収入1億3,500万円に達して興行通信社の調査による映画観客動員ランキングでは『美しき誘惑-現代の「画皮」-』に首位の座を譲って第2位となったものの、公開初日からの累計で観客動員数が443万人、興行収入が62億円を突破した。
沖縄県が5月23日から緊急事態宣言の対象地域に追加され、6月20日まで宣言が延長される中、公開6週目の週末となる2021年5月22日と翌23日の2日間における観客動員ランキングでは5位に後退したほか、公開初日からの累計で観客動員数が457万人、興行収入が64億円を突破した。
公開7週目の週末となる2021年5月29日と翌30日の2日間における観客動員ランキングでは4位に順位を上げたほか、公開初日からの累計で観客動員数が470万人、興行収入が65億円を突破した。
公開8週目の週末となる2021年6月5日と翌6日の2日間における観客動員ランキングでは3位に順位を上げたほか、公開初日からの累計で観客動員数が483万人、興行収入が67億円を突破した。
公開10週目の週末となる2021年6月19日と翌20日の2日間における観客動員ランキングでは8位に後退したほか、公開初日からの累計で観客動員数が504万人、興行収入が70億円を突破した。
公開11週目の週末となる2021年6月26日と翌27日の2日間における観客動員ランキングでは9位に後退したほか、公開初日からの累計で観客動員数が512万人、興行収入が71億7,000万円を突破した。
公開12週目の週末となる2021年7月3日と翌4日の2日間における観客動員ランキングでは8位に順位を上げたほか、公開初日からの累計で観客動員数が519万人、興行収入が72億円を突破した。
公開13週目の週末となる2021年7月10日と翌11日の2日間における観客動員ランキングでは初の圏外となったほか、公開初日からの累計で観客動員数が524万人、興行収入が73億円を突破した。
公開14週目の週末となる2021年7月18日までの累計で観客動員数が529万人、興行収入が74億円を突破した。
新型コロナウイルスによる緊急事態宣言の影響もあり、最終興行収入は76.5億円と、『名探偵コナン 沈黙の15分』以来に前作の劇場版シリーズの興行収入を下回り、劇場版17作『絶海の探偵』から前作『紺青の拳』までの劇場版シリーズの歴代最高興行収入記録連続更新が途絶えてしまったものの、2021年公開映画の興行収入順位では、邦画順位及び洋画を含めた総合順位が2位という結果となり、次回作『ハロウィンの花嫁』以降、再び歴代最高興行収入記録連続更新を果たすことになる。

## テレビ放送
| 回数 | 番組名（放送枠名） | 放送日        | 放送時間（JST） | 放送分数 | 平均世帯視聴率 | 平均個人視聴率 | 備考 |
| ---- | ------------------ | ------------- | --------------- | -------- | -------------- | -------------- | --- |
| 1    | 金曜ロードショー   | 2022年4月22日 | 21:00-23:14     | 134分    | 9.3%           | 6.2%           | 劇場版『ハロウィンの花嫁』の公開記念として本編ノーカットで初放送。また、『ハロウィンの花嫁』公開日当日の4月15日には、『特別編集版 名探偵コナン本庁の刑事恋物語〜結婚前夜』が放送。 |

## 緋色の不在証明
『名探偵コナン 緋色の不在証明』（めいたんていコナン ひいろのふざいしょうめい）は、赤井一家に焦点を当てたテレビシリーズの特別総集編映画である。同年1月20日に本作の上映決定が告知され、本編終了後に本作限定の新規映像「赤井秀一からのシークレットメッセージ」と、『緋色の弾丸』の新予告映像が先行して公開されることが併せて発表された。今回の上映にあたり、コナンによるナレーションが新規収録されているほか、音響も劇場仕様に再編集されている。
なお、当初は2021年2月11日から3月4日までの3週間限定での劇場上映予定だったが、上映開始から約1週間後の2月17日には上映期間の延長が、3月1日には上映劇場の拡大がそれぞれ告知された。また2月24日には『緋色の不在証明』の上映後に流れている『緋色の弾丸』の新予告映像を3月4日の21時にYouTubeでプレミア公開することが発表され、公開された。
2021年5月11日より、Huluで先行配信されることが決定した。
キャッチコピーは「世界を射抜く、危険な一家〈総集編（クロニクル）〉 秘密の「不在証明（アリバイ）」が今、暴かれる。」。

### 登場人物・キャスト
- 江戸川コナン - 高山みなみ
- 赤井秀一 - 池田秀一
- 沖矢昴 - 置鮎龍太郎
- 世良真純 - 日高のり子
- 羽田秀吉 - 森川智之
- メアリー・世良 - 田中敦子
- 工藤新一 - 山口勝平
- 毛利蘭 - 山崎和佳奈
- 毛利小五郎 - 小山力也
- 鈴木園子 - 松井菜桜子
- 灰原哀 - 林原めぐみ
- 吉田歩美 - 岩居由希子
- 小嶋元太 - 高木渉
- 円谷光彦 - 大谷育江
- 工藤優作 - 田中秀幸
- 工藤有希子 - 島本須美
- 安室透／降谷零／バーボン - 古谷徹
- 目暮十三 - 茶風林
- 高木渉 - 高木渉
- 佐藤美和子 - 湯屋敦子
- 宮本由美 - 杉本ゆう
- 三池苗子 - 田中理恵
- 米原桜子 - 丹下桜
- ジョディ・スターリング - 一条みゆ希
- アンドレ・キャメル - 梁田清之
- ジン - 堀之紀
- ベルモット - 小山茉美
- ウォッカ - 立木文彦
- キャンティ - 井上喜久子
- キール／水無伶奈 - 三石琴乃
- 担任の先生 - 菅原淳一
- 誘拐犯 - 清川元夢
- 誘拐犯 - 塩屋浩三
- 昼川利子 - 達依久子
- 男性 - 塾一久
- 女性 - さとうあい
- 痴漢 - 蓮池龍三
- 伊丹水信 - 田中亮一
- 火浦京伍 - 石井康嗣
- 編集者 - 布目貞雄
- ベルボーイ - 今村直樹
- 司会者 - 大西健晴
- 公安 - 乃村健次
- 小倉功雅 - 魚建
- 大橋彩代 - 平松晶子
- 水科宗輔 - 小山一樹
- 北森靖絵 - 豊口めぐみ
- 刑事 - 一条和矢
- 男性 - 福西勝也
- 女性 - 田中理恵
- 女性 - 川上彩
- インタビュアー - 長洋平

### スタッフ
- 映像制作 - GAL ENTERPRISE
- ディレクター - 石原俊介
- 編集 - 薬丸仁平
- 脚本・構成 - 宮下隼一
- 原案協力 - 市原武法、松本敬天、町田尚太、薄谷正和
- 原画 - 山中純子
- 動画 - 国島裕子
- 色指定・検査 - 山上愛子
- 仕上 - 赤松理惠子
- 美術 - 芳野満雄、田中直哉
- デジタルコンポジット・編集協力 - トムス・フォト
- 音響制作 - AUDIO PLANNING U
- 音響監督 - 浦上靖之、浦上慶子
- ミキサー - 小沼則義
- アシスタントミキサー - 岡田朋浩
- 音響制作デスク - 太田恵理子
- 音響効果 - サウンドエフェクト、横山亜紀
- 音楽 - 大野克夫
- タイトルロゴデザイン - ベイブリッジ・スタジオ
- ポストプロダクション - 東京現像所
- 宣伝プロデューサー - 岡田直紀
- アートディレクター - 奥田ひさみ
- 予告篇ディレクター - 石原俊介
- 予告篇制作 - 下泉咲穂
- 文芸担当 - 小宅由貴惠、鈴木美玲
- Special Thanks - 劇場版「名探偵コナン 緋色の弾丸」製作委員会
- プロデューサー - 岡本浩樹
- チーフプロデューサー - 石山桂一
- 製作 - トムス・エンタテインメント

### 興行成績
2021年2月13日と翌14日の2日間で観客動員数9万2000人、興行収入1億2600万円に達し、興行通信社の調査による映画観客動員ランキングで初登場第2位となった。
公開2週目の週末となる2021年2月20日と翌21日の2日間で観客動員数7万5000人、興行収入1億1100万円に達して観客動員ランキングで第4位となり、公開初日からの累計興行収入が4億円を突破した。
公開3週目の週末となる2021年2月27日と翌28日の2日間で観客動員数6万8000人、興行収入1億円近くを記録して観客動員ランキングで3位に順位を上げたほか、公開初日からの累計で観客動員数が51万人、興行収入が7億円を突破した。
公開4週目の週末となる2021年3月7日の時点で、累計の観客動員数が65万人、興行収入が9億円を突破しているほか、週末の観客動員ランキングで4位にランクインしている。
公開5週目の週末となる2021年3月14日の時点で、累計の観客動員数が74万人、興行収入が10億円を突破しているほか、週末の観客動員ランキングで5位にランクインしている。
公開6週目の週末となる2021年3月21日の時点での累計の観客動員数と興行収入は不明だが、週末の観客動員ランキングで8位にランクインしている。
2021年4月15日の時点で累計興行収入が12億円を突破している。